# Wangga Bewa
Wangga Bewa is een bestuurslaag in het regentschap Oost-Soemba van de provincie Oost-Nusa Tenggara, Indonesië. Wangga Bewa telt 924 inwoners (volkstelling 2010).